# Atrichopogon infuscus
Atrichopogon infuscus är en tvåvingeart som beskrevs av Maurice Emile Marie Goetghebuer 1929. Atrichopogon infuscus ingår i släktet Atrichopogon och familjen svidknott. Inga underarter finns listade i Catalogue of Life.